# Withania
Withania, biljni rod krumpirovki smješten u podtribus  Withaniinae, dio tribusa Physalideae. Pripada mu 12 vrsta iz Afrike, Mediterana i dijelova Azije. Kew je u njega uvrstio i vrste rodova Physaliastrum i Archiphysalis, koje tretira kao sinonime za Withaniju.
Rod je opisan u De la Belladone. .. Paris 14. 1825.

## Vrste
1. Withania adpressa Coss. ex Batt.
2. Withania adunensis Vierh.
3. Withania aristata (Aiton) Pauquy
4. Withania begoniifolia (Roxb.) Hunz. & Barboza
5. Withania coagulans (Stocks) Dunal
6. Withania frutescens (L.) Pauquy
7. Withania grisea (Hepper & Boulos) Thulin
8. Withania qaraitica A. G. Mill. & Biagi
9. Withania reichenbachii Bitter
10. Withania riebeckii Schweinf. ex Balf. fil.
11. Withania somnifera (L.) Dunal
12. Withania sphaerocarpa Hepper & Boulos